# Aloe littoralis

Wappen von Windhoek mit der in Namibia typischen Aloe littoralis

Aloe littoralis ist eine Pflanzenart der Gattung der Aloen in der Unterfamilie der Affodillgewächse (Asphodeloideae). Das Artepitheton littoralis stammt aus dem Lateinischen, bedeutet ‚an der Küste‘ und verweist auf das Verbreitungsgebiet der Art.

## Beschreibung

### Vegetative Merkmale
Aloe littoralis wächst stammbildend und einzeln. Der aufrechte Stamm ist bis zu 4 Meter hoch und mit toten Blätter bedeckt. Die lanzettlich-schwertförmigen, spitzen Laubblätter bilden dichte Rosetten. Die graugrüne Blattspreite ist 60 Zentimeter lang und 10 bis 13 Zentimeter breit. Gelegentlich sind weiße Flecken vorhanden. Auf der Blattunterseite werden entlang der Mittellinie manchmal wenige kleine braune Stachelchen ausgebildet. Die braunen, stechenden Zähne am Blattrand sind 4 Millimeter lang und stehen 10 bis 20 Millimeter voneinander entfernt.

### Blütenstände und Blüten
Der Blütenstand besteht aus acht bis zehn Zweigen und erreicht eine Länge von 1,5 Meter. Die dichten, zylindrisch spitz zulaufenden Trauben sind 30 Zentimeter lang und 6 Zentimeter breit. Die lanzettlichen, weißen Brakteen sind für gewöhnlich zurückgeschlagen und weisen eine Länge von 12 bis 18 Millimeter auf und sind 5 bis 6 Millimeter breit. Die rosaroten bis tief rosa-scharlachroten Blüten sind an ihrer Mündung heller und stehen an 6 bis 7 Millimeter langen Blütenstielen. Sie sind 30 bis 34 Millimeter lang und an ihrer Basis gerundet. Auf Höhe des Fruchtknotens weisen die Blüten einen Durchmesser von 6 Millimeter auf. Oberhalb der Mitte sind sie leicht verengt. Ihre Perigonblätter sind auf einer Länge von 15 bis 17 Millimetern nicht miteinander verwachsen. Die Staubblätter und der Griffel ragen 1 bis 4 Millimeter aus der Blüte heraus.

### Genetik
Die Chromosomenzahl beträgt {\displaystyle 2n=14}.

## Systematik und Verbreitung
Aloe littoralis ist in Angola, Botswana, Mosambik, Namibia, Sambia, Simbabwe und Südafrika auf trockenen Hügeln in Höhen von 200 bis 1700 Metern verbreitet.
Die Erstbeschreibung durch John Gilbert Baker wurde 1878 veröffentlicht. Als Synonym wurden Aloe angolensis Baker (1878) und Aloe rubrolutea Schinz (1896) in die Art einbezogen.

## Nachweise